# Bökönasjön
Bökönasjön är en sjö i Älmhults kommun i Småland och ingår i Helge ås huvudavrinningsområde. Sjön har en area på 0,447 kvadratkilometer och ligger 133,7 meter över havet. Sjön avvattnas av vattendraget Helge å. Vid provfiske har en stor mängd fiskarter fångats, bland annat abborre, björkna, braxen och gers.

## Delavrinningsområde
Bökönasjön ingår i det delavrinningsområde (627666-139017) som SMHI kallar för Ovan Lillån. Medelhöjden är 144 meter över havet och ytan är 33,4 kvadratkilometer. Räknas de 42 avrinningsområdena uppströms in blir den ackumulerade arean 1 092,21 kvadratkilometer. Avrinningsområdets utflöde Helge å mynnar i havet. Avrinningsområdet består mestadels av skog (67 procent) och sankmarker (18 procent). Avrinningsområdet har 0,86 kvadratkilometer vattenytor vilket ger det en sjöprocent på 2,6 procent.

## Fisk
Vid provfiske har följande fisk fångats i sjön:
- Abborre
- Björkna
- Braxen
- Gärs
- Gädda
- Löja
- Mal
- Mört
- Sarv
- Sutare